# ديمقراطية تفاعلية
الديمقراطية التفاعلية هي نمط من أنماط الديمقراطية التي تعتمد على التفاعل المباشر بهدف خلق مجتمع أكثر عدلًا وفقًا لإرادة الشعب المُعبر عنها.
الديمقراطية التفاعلية «تفاعلية» بطبيعتها، وفقًا لذلك فإن أنصارها يؤمنون بأنه يجب أن يحصل التغيير على عدة مستويات وأنه لا ينطوي على قدرة الفرد على التصويت وحسب، إذ إن هذا بحد ذاته لا يؤدي إلى مجتمع عادل. تتطلب الديمقراطية التفاعلية أن يتعلم الناس التفكير بطريقة ديمقراطية في جميع جوانب حياتهم، من المعاملات التي يقومون بها، إلى الطريقة التي يتعلمون بها ويتواصلون مع الآخر. الشعار الأساسي هو: «أن تكون ديمقراطيًا تفاعليًا يعني التفكير والتصرف بطريقة ديمقراطية!».
تدرك الديمقراطية التفاعلية الأهمية المحتملة لتكنولوجيا الاتصالات والتي يمكن استخدامها لتحويل هياكل السلطة الحالية لتخدم الصالح العام من خلال الضمان بأن يكون للشعب مشاركة مباشرة في عمليات صنع القرار في جميع المجالات السياسية والاقتصادية والعلمية والتكنولوجية والاجتماعية والثقافية بشكل أكبر. من الناحية الإيديولوجية، للديمقراطية التفاعلية على سبيل المثال القدرة على الإصلاح بشكل أكبر في مجال الأنظمة الحكومية الفاشلة وأنظمة الشركات، بالإضافة إلى غيرها من نظم المعرفة السائدة على المستويات المحلية والوطنية والدولية والعالمية في حال كان ينظر إليها على أنها لا تخدم مصالح الإنسانية ككل.
من المهم الفصل بين الديمقراطية التفاعلية والديمقراطية الإلكترونية فيما يخص من سيضع الأجندة. عادةً، وفيما يتعلق بالديمقراطية الإلكترونية، التي تدعو إلى استخدام أشياء مثل العرائض الإلكترونية، توضع الأجندة بمعظمها من قبل مؤسسات السلطة ومن ثم تُقدم إلى الناس على افتراض أنهم سوف يستجيبون وفقًا للخيارات المتاحة لهم. على النقيض من ذلك، في نظام الديمقراطية التفاعلية حيث يُدمج الموقف الديمقراطي بشكل أكثر شمولًا ضمن بنية المجتمع، والعكس صحيح إذ إن الأجندة تُصنع من قبل الأشخاص الذين يقدمونها إلى مؤسسات السلطة فيما بعد وذلك بهدف ممارسة التأثير. هذا يضمن أن الديمقراطية التفاعلية تُبنى من الألف للياء وليس العكس (وهذا يُعد غير ديمقراطي).

## فرانك هاسارد
قُدِّم خطاب البروفيسور فرانك هاسارد الرئيسي بعنوان «الديمقراطية التفاعلية: نحو نظام عالمي جديد جديد» إلى الاجتماع السنوي الثاني والثلاثين للمعهد الدولي للدراسات المتقدمة في بحوث النظم وعلم التحكم الآلي في المؤتمر الدولي الرابع والعشرين لأبحاث النظم والمعلوماتية وعلم التحكم الآلي (بادن بادن، ألمانيا، 30 يوليو - 3 أغسطس 2012) وناقش كيف سعى كارتل من النخبة الغربية إلى تأسيس نظام عالمي جديد قائم على حكم الأقلية المالي والذي ساهم تاريخيًا في تقويض الديمقراطية بالإضافة إلى مساهمته في العديد من العوائق الاقتصادية والبيئية والسياسية التي تواجهها البشرية حاليًا.
نظر هاسارد كذلك في إمكانية تقنيات الاتصالات العالمية الناشئة والوعي السياسي الناتج عنها في تمكين الناس من التغلب على إخفاقات العملية الديمقراطية الحديثة والتفاوض في الأزمة السياسية الحالية من خلال سياسة تحويلية جديدة موصوفة بمصطلح «الديمقراطية التفاعلية»، اقترح أن هذا له القدرة على تشكيل نظام عالمي جديد «جديد» يعكس إجماعًا جديدًا قائم على روح إيجابية وتعاونية وسُن من قبل شبكة عالمية تفاعلية من الناس، صُمم من قبل الناس والناس فقط لهم سيادة فيه.